# Dorcadion subvestitum
Dorcadion subvestitum är en skalbaggsart som beskrevs av Daniel K. 1900. Dorcadion subvestitum ingår i släktet Dorcadion och familjen långhorningar. Inga underarter finns listade i Catalogue of Life.